# Lupita Tovar

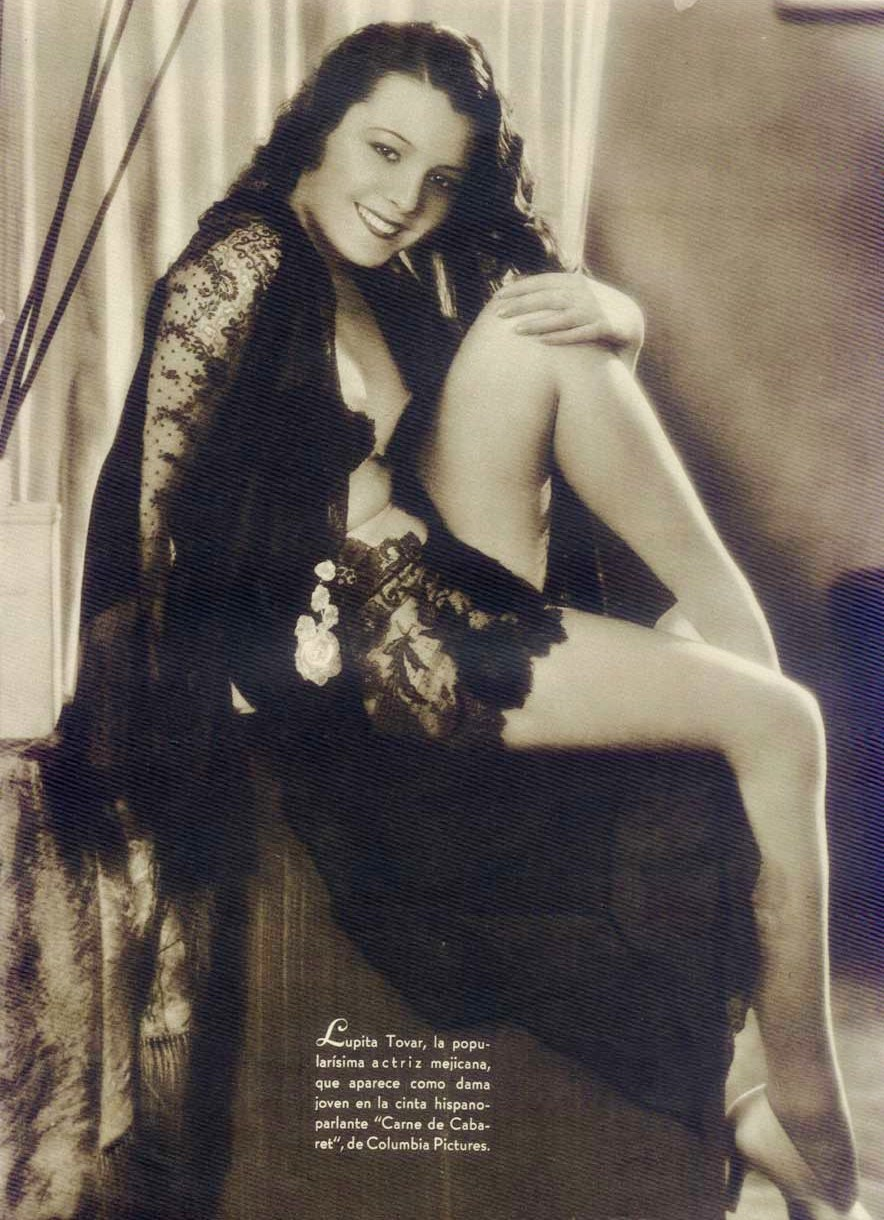
Lupita Tovar in einem argentinischen Magazin, Mai 1931

Lupita Tovar (* 27. Juli 1910 in Oaxaca de Juárez, Oaxaca; † 12. November 2016 in Los Angeles, Kalifornien; eigentlich Guadalupe Natalia Tovar Sullivan) war eine mexikanische Schauspielerin.

## Leben
Lupita Tovar wurde als ältestes von neun Kindern unter ärmlichen Verhältnissen geboren. Im Alter von 18 Jahren wurde sie vom berühmten Dokumentarfilmer Robert J. Flaherty entdeckt, als sie in Mexiko-Stadt als Tänzerin arbeitete. Daraufhin wurde Tovar von der Fox Film Corporation in Hollywood unter Vertrag genommen. Insgesamt spielte sie in 32 Filmen zwischen 1929 und 1945, sowohl in englischsprachigen als auch in spanischsprachigen Produktionen. Bekannt wurde sie durch ihre Rolle der Eva in der 1931 erschienenen spanischen Version von Dracula, die parallel zum englischsprachigen Filmklassiker mit Bela Lugosi gedreht wurde. 1932 spielte sie die Hauptrolle in Santa, dem ersten mexikanischen Tonfilm. Im englischsprachigen Film hatte sie unter anderem eine größere Rolle im Abenteuerfilm Das Ende von Maradu (1931), weiterhin war sie als Kabarett-Tänzerin in William Dieterles Drama Blockade (1938) zu sehen. Tovar zog sich Mitte der 1940er-Jahre aus der Schauspielerei zurück.
Im Jahre 1932 heiratete sie den Filmproduzenten Paul Kohner, der später einer der Spitzenagenten in Hollywood wurde. Sie blieben bis zu Kohners Tod im Jahre 1988 verheiratet. Ihre gemeinsamen Kinder sind die Schauspielerin Susan Kohner und der Filmproduzent Pancho Kohner. Tovars Enkel Paul und Chris Weitz, Kinder von Susan Kohner und dem Modedesigner, Historiker und Autoren John Weitz, sind beide als Regisseure, Drehbuchautoren und Produzenten ebenfalls in der Filmbranche tätig.
2001 wurde Lupita Tovar für ihr Lebenswerk mit dem mexikanischen Ehrenfilmpreis Ariel de Oro ausgezeichnet. Sie starb am 12. November 2016 in Los Angeles im Alter von 106 Jahren im Kreise ihrer Familie an einem Herzleiden.

## Filmografie (Auswahl)
- 1929: Die schwarze Garde (The Black Watch)
- 1929: The Cock-Eyed World
- 1929: The Veiled Woman
- 1930: La voluntad del muerto
- 1931: Das Ende von Maradu (East of Borneo)
- 1931: Drácula
- 1931: El tenorio del harem
- 1932: Santa
- 1938: Blockade
- 1939: South of the Border
- 1939: The Fighting Gringo
- 1939: Tropic Fury
- 1939: Die grüne Hölle (Green Hell)
- 1940: Der Westerner (The Westerner)
- 1944: Gun to Gun
- 1944: Miguel Strogoff
- 1945: The Crime Doctor’s Courage